# Schloss Choully

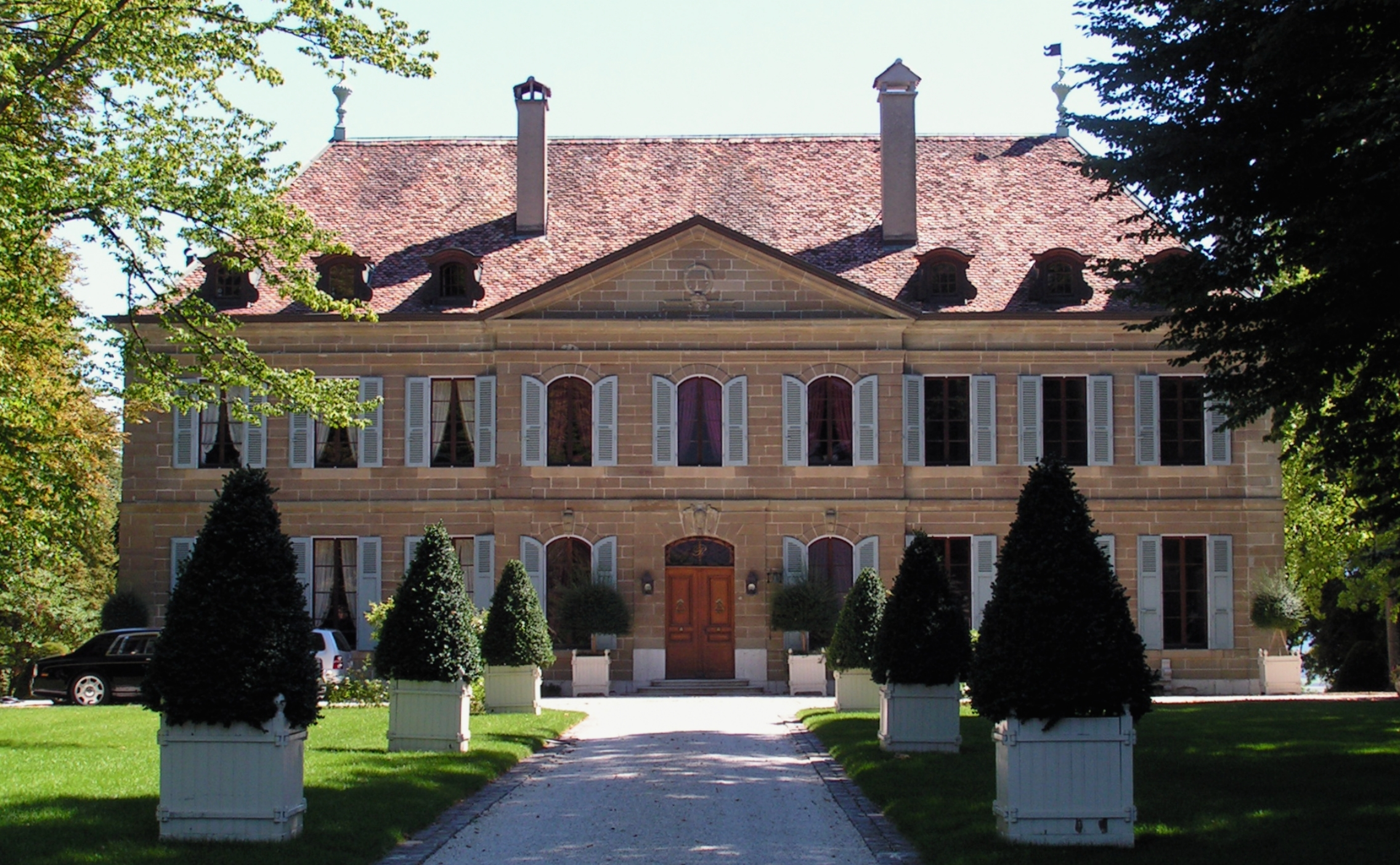
Eingangsfassade des Herrenhauses von Schloss Choully

Schloss Choully (französisch Château de Choully) ist eine Schlossanlage mit klassizistischem Herrenhaus in der Schweizer Gemeinde Satigny im Kanton Genf. Das Anwesen war früher das Zentrum einer landwirtschaftlichen Domäne, die der Genfer Bankier und Seidenhändler Jean-Antoine Lullin ab 1667 gründete, und ist seit dem 21. Juli 1954 als Kulturgut von nationaler Bedeutung geschützt. Die Anlage blieb bis in das frühe 20. Jahrhundert im Besitz der Lullins, ehe sie über weibliche Erbfolge an die Familie Galissard de Marignac gelangte. Das Herrenhaus von Schloss Choully ist eines der größten in der Genfer Gegend.

## Geschichte

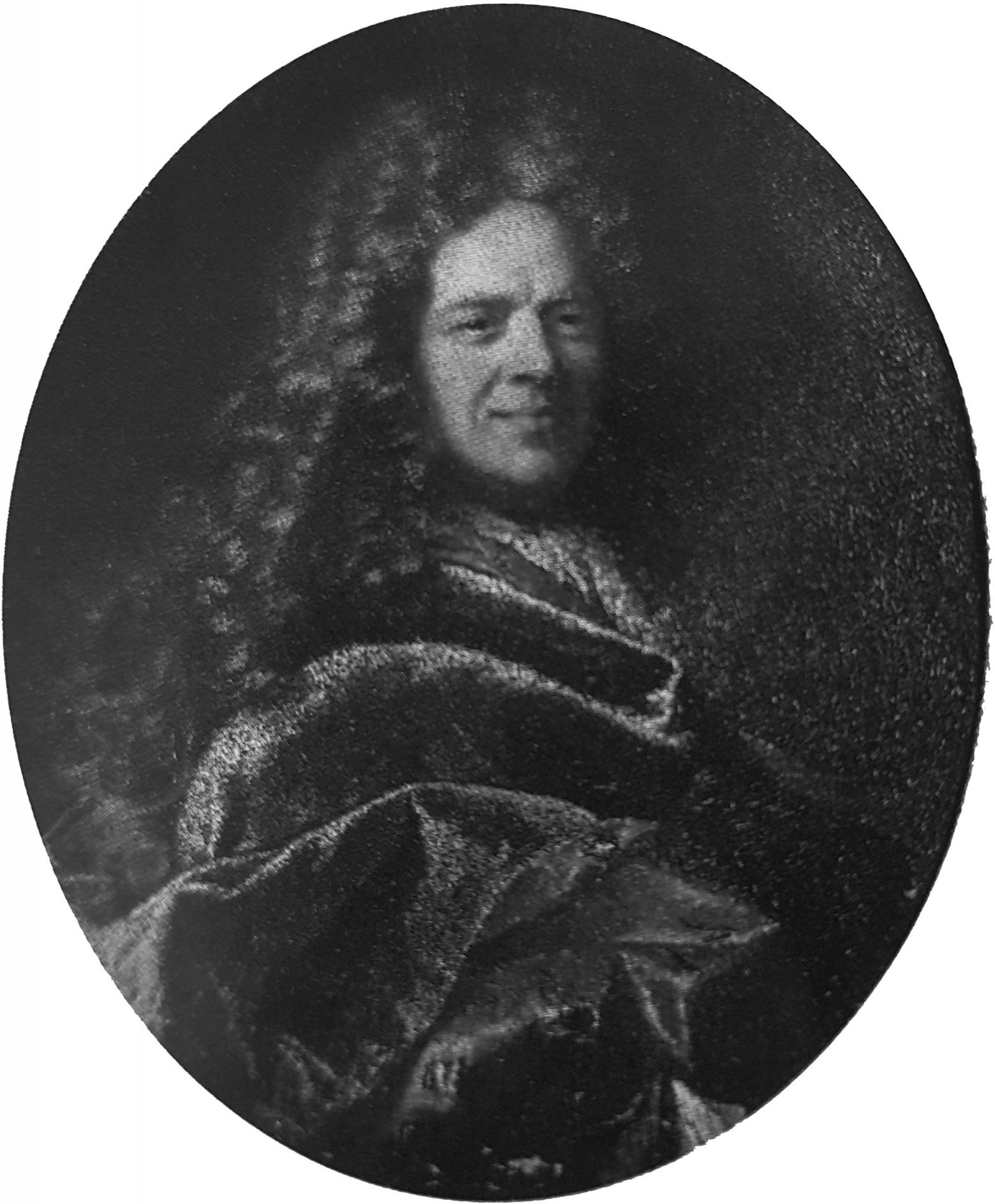
Jean-Antoine Lullin legte den Grundstein für das heutige Anwesen, indem er im Bereich von Choully mehrere Ländereien erwarb. Porträt von Hyacinthe Rigaud, 1705

Ab 1667 etablierte der reiche Bankier und Seidenhändler Jean-Antoine Lullin durch den Erwerb verschiedener Ländereien eine zusammenhängende Herrschaft und ließ als deren Mittelpunkt ab 1720/21 ein Herrenhaus errichten, das als Wohnsitz für seinen Sohn Charles und dessen Frau Marthe Humbert bestimmt war. Der Architekt ist nicht bekannt, es wird jedoch gemutmaßt, dass er vielleicht französischer Herkunft gewesen sein könnte. Möglicherweise stammt der Entwurf von Jean-François Blondel. Charles Lullin vermachte das 1725 beendete Gebäude bei seinem Tod seinem einzigen Sohn Michel, von dem es 1781 Jacques-André, sein drittgeborener Sohn aus der Ehe mit Susanne Saladin, erbte. Er ließ ab 1782 im Erdgeschoss des Haupthauses zwei Räume durch den Genfer Bildhauer und Architekten Jean Jaquet umgestalten. Diesem werden auch die heute noch erhaltenen Boiserien im großen Salon zugeschrieben. 1812 war Ex-Kaiserin Joséphine de Beauharnais auf Choully zu Besuch, denn sie besaß zu jener Zeit ein Landgut im nahe gelegenen Pregny. Sie übernachtete in einem Kabinett, das der Überlieferung nach für diesen Anlass bemalte Papiertapeten erhielt.
Bei Jacques-Andrés Tod erbte seine Witwe Madeleine Vernet den Besitz, der nach ihrem Ableben 1830 an den gemeinsamen Sohn Jacob Frédéric Lullin-Fabri ging. Dessen Sohn Théodore Lullin-Maurice hinterließ bei seinem Tod im Jahr 1850 nicht nur zwei minderjährige Kinder, sondern auch hohe Schulden, sodass Schloss Choully an die Gläubiger des Verstorbenen kam. Théodores Tochter Blanche heiratete mit Louis Lullin einen entfernten Verwandten und erhielt das Anwesen 1865 zurück. Sie vermachte das Herrenhaus 1902 ihrer Tochter Valérie, von der es wiederum an die Enkelin Edmée Galissard de Marignac gelangte. Deren Sohn Aloys Galissard de Marignac-de Tscharner war bis zu seinem Tod im Jahr 1968 Eigentümer. Anschließend kam das Schloss in den Besitz der Familie Turrettini, die in der Nachbarschaft auch ein Landgut besitzt.

## Beschreibung

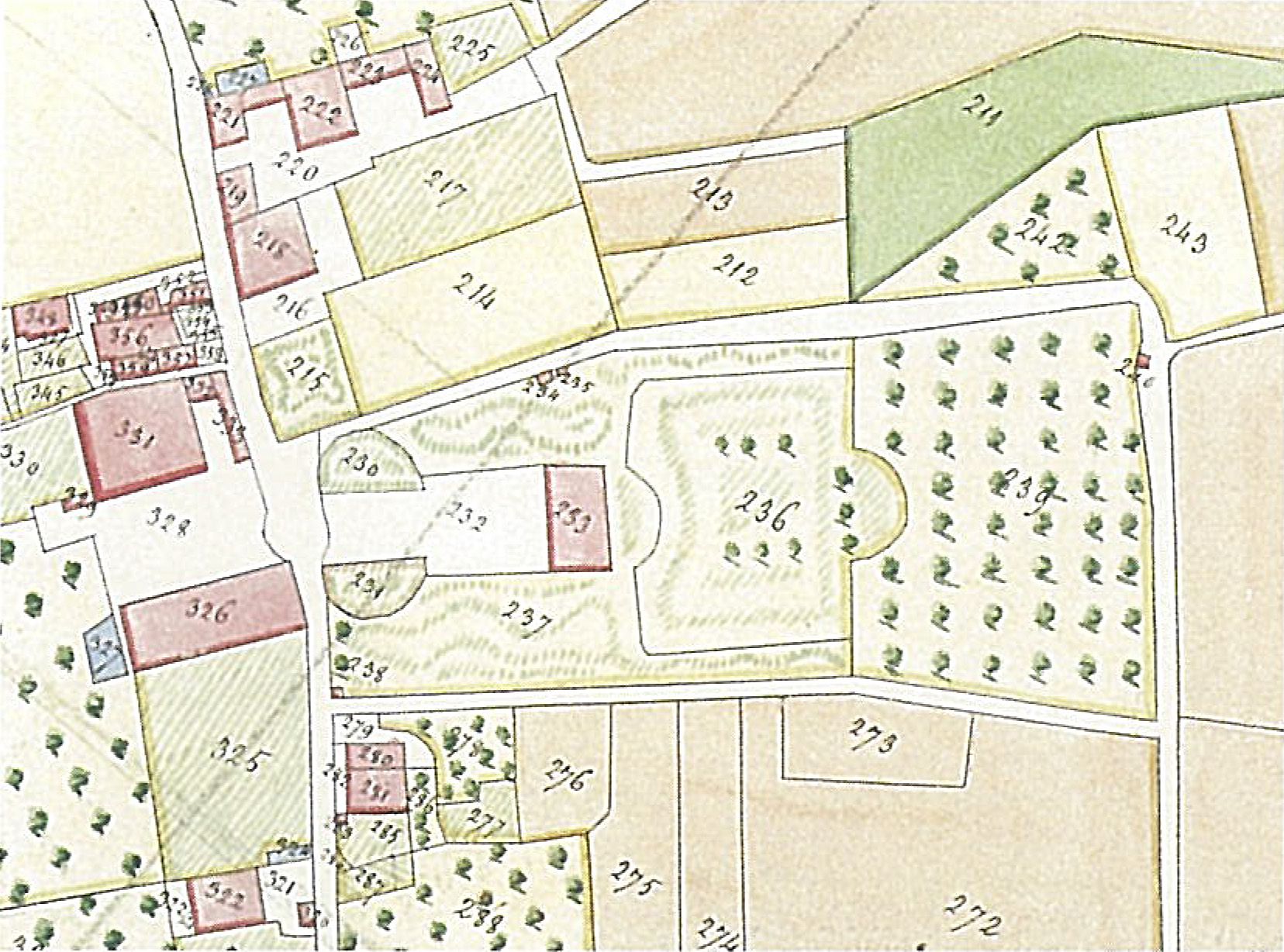
Schloss und Schlosspark Choully im Kataster aus dem Jahr 1807

Die Schlossanlage liegt auf einem Bergrücken, der einen guten Blick auf die umliegende Landschaft bietet. Sie besteht aus einem Herrenhaus mit streng klassizistischen Äußeren und einem Schlosspark sowie -garten. An der Ostmauer des Parks steht eine kleine klassizistische Kapelle aus dem Jahr 1850.

### Herrenhaus
Eine Allee führt von Norden kommend geradlinig auf das Portal des Herrenhauses zu. Dieses ist ein rechteckiger Bau aus Molassehaustein, dessen zwei Geschosse von einem pfannengedeckten Walmdach abgeschlossen sind. Die Längsseiten des Gebäudes sind durch Fenster in neun Achsen unterteilt, wobei die drei mittleren Achsen in einem flachen Mittelrisalit liegen und auf Dachgeschosshöhe von einem Dreiecksgiebel bekrönt sind. Die Risalitfenster besitzen eine Segmentbogenform mit skulptierten Schlusssteinen, während die übrigen Fenster des Gebäudes eine Rechteckform haben. An der nördlichen Fassade sind die beiden Geschosse durch ein Gesims voneinander geschieden. Dieses ist an der südlichen, zum Garten zeigenden Fassade nicht vorhanden, dort ist unterdessen der Mittelrisalit von zwei dorischen, zweigeschossigen Pilastern gerahmt. Der Dreiecksgiebel an dieser rückwärtigen Fassade zeigt im Gegensatz zum Giebel an der Frontseite ein Ochsenauge.
Die Symmetrie des Äußeren setzt sich im Inneren mit der Raumaufteilung fort. Hinter dem gartenseitigen Mittelrisalit liegt im Erdgeschoss zentral der große Salon, dem sich nach Westen und Osten jeweils zwei Räume anschließen. Dabei handelt es sich an beiden Seiten um einen kleineren Salon mit angeschlossenem Kabinett. Eines davon besitzt eine handbemalte Papiertapete im Empire-Stil, die dort vielleicht 1812 anlässlich eines Besuchs des Ex-Kaiserin Joséphine Beauharnais angebracht wurde. Die Räume liegen dabei en filade. In der nach Norden gelegenen Gebäudehälfte befinden sich eine Küche, ein Esszimmer und mittig ein großes Vestibül, von dem eine monumentale Treppe mit schmiedeeisernem Geländer ins Obergeschoss führt.

### Schlosspark und -garten
Das Herrenhaus ist von einem Schlosspark umgeben, der auf einen französischen Barockgarten aus dem 18. Jahrhundert zurückgeht. Die von Norden kommende Zufahrtsallee setzt sich hinter dem Haus als Weg und zentrale Mittelachse des terrassierten Gartens fort. Direkt hinter dem Gebäude liegen dabei zwei Parterres, die von Stützmauern getragen werden und heute große Rasenflächen bilden. Früher gliederte sich dieser Bereich in ein zentrales Parterre mit großem Wasserbecken, das zu beiden Seiten von Broderieparterres eingefasst war. Die ursprüngliche Gestaltung ging jedoch im 19. Jahrhundert verloren. Von dieser ersten Gartengestaltung sind heute nur noch die flankierenden Kastanienalleen am östlichen und westlichen Rand des Schlossparks erhalten. Der sich den Rasenparterres nach Südosten anschließende und auf einer tiefer gelegenen Terrasse angelegte einstige Obstgarten ist ebenfalls nur noch in geringen Teilen vorhanden. Seine symmetrisches Form ist aber noch erkennbar.